# لیگ برتر فوتبال تایلند
لیگ برتر فوتبال تایلند (به تایلندی: ไทยพรีเมียร์ลีก) معتبرترین لیگ فوتبال در کشور تایلند است که از سال ۱۹۹۶ میلادی تاکنون در این کشور برگزار می‌شود. ۱۶ باشگاه در این مسابقات حضور دارند. باشگاه فوتبال بوریرام یونایتد با ۹ عنوان قهرمانی پرافتخارترین تیم این مسابقات به حساب می‌آید.

## قهرمانی بر پایه باشگاه
| باشگاه              | قهرمانی | فصل‌های قهرمانی                                                            |
| ------------------- | ------- | ------------------------------------------------------------------------- |
| بوریرام یونایتد     | 10      | ۲۰۰۸, ۲۰۱۱, ۲۰۱۳, ۲۰۱۴, ۲۰۱۵, ۲۰۱۷, ۲۰۱۸, ۲۰۲۱-۲۰۲۲, ۲۰۲۲-۲۰۲۳, ۲۰۲۴-۲۰۲۵ |
| موانگتونگ یونایتد   | 4       | ۲۰۰۹, ۲۰۱۰, ۲۰۱۲, ۲۰۱۶                                                    |
| ایرفورس سنترال      | 2       | ۱۹۹۷, ۱۹۹۹                                                                |
| پلیس ترو            | 2       | ۲۰۰۰, ۲۰۰۱–۰۲                                                             |
| کرونگ تای بانک      | 2       | ۲۰۰۲–۰۳, ۲۰۰۳–۰۴                                                          |
| بانک بانکوک         | 1       | ۱۹۹۶–۹۷                                                                   |
| چیانگرای یونایتد    | 1       | ۲۰۱۹                                                                      |
| بی جی پاتوم یونایتد | 1       | ۲۰۲۰-۲۰۲۱                                                                 |
| بانکوک یونایتد      | 1       | ۲۰۰۶                                                                      |
| سینتانا             | 1       | ۱۹۹۸                                                                      |
| چونبوری             | 1       | ۲۰۰۷                                                                      |
| تی تی ام            | ۲۰۰۴–۰۵ |                                                                           |